# 丹比 (加利福尼亞州)
丹比（英語：Danby）是位於美國加利福尼亞州聖貝納迪諾縣的一個非建制地區。該地的面積和人口皆未知。

## 地理
丹比的座標為34°38′08″N 115°20′53″W / 34.63556°N 115.34806°W，而該地的平均海拔高度為410米（即1345英尺）。